# مانوئل مامیکونیان
مانوئل مامیکونیان (ارمنی: Մանվել Մամիկոնյան; زاده ۳۵۰ - درگذشته ۳۸۵ میلادی) نجیب‌زاده ارمنی از دودمان مامیکونیان بود.
مانوئل مامیکونیان، پسر آرتاشس، پس از شکست وارازدات، که پادشاه مورد حمایت رومی‌ها بود، با موافقت بزرگان ارمنستان دو کودک خردسال پاپ به نام‌های «آرشاک» و «واغارشاک» را بر تخت پادشاهی نشاند و پشتیبان مادر آنان، شهبانو زرمان‌دخت، شد و او را ارج بسیار نهاد. او موقعیت دشوار ارمنستان را در برابر خطر رومیان به خوبی درک می‌کرد و می‌دانست رومیان، که پاپ را با نیرنگ کشته بودند، برای به زانو درآوردن ارمنیان بر کوشش خود خواهند افزود؛ بنابراین، مانوئل برای دفاع از استقلال کشور از شاپور دوم یاری جست. پس از گذشت اندک زمانی، شاپور دوم درگذشت. در سال‌هایی که مانوئل رهبری کشور را در دست داشت ارمنستان بس آرام و در آسایش بود. او رابطهٔ کشورش را با اردشیر دوم و شاپور سوم بهبود بخشید و ارمنستان را زیر فرمان آنان اداره کرد. مانوئل مامیکونیان در ۳۸۵ میلادی در پی بیماری درگذشت. او در حالی که در بستر مرگ افتاده بود اختیارات دودمان مامیکونیان و مقام سرداری و سپاهبدی ارمنستان را به دامادش، آرشاک سوم، واگذاشت.